# Muerte a los árabes

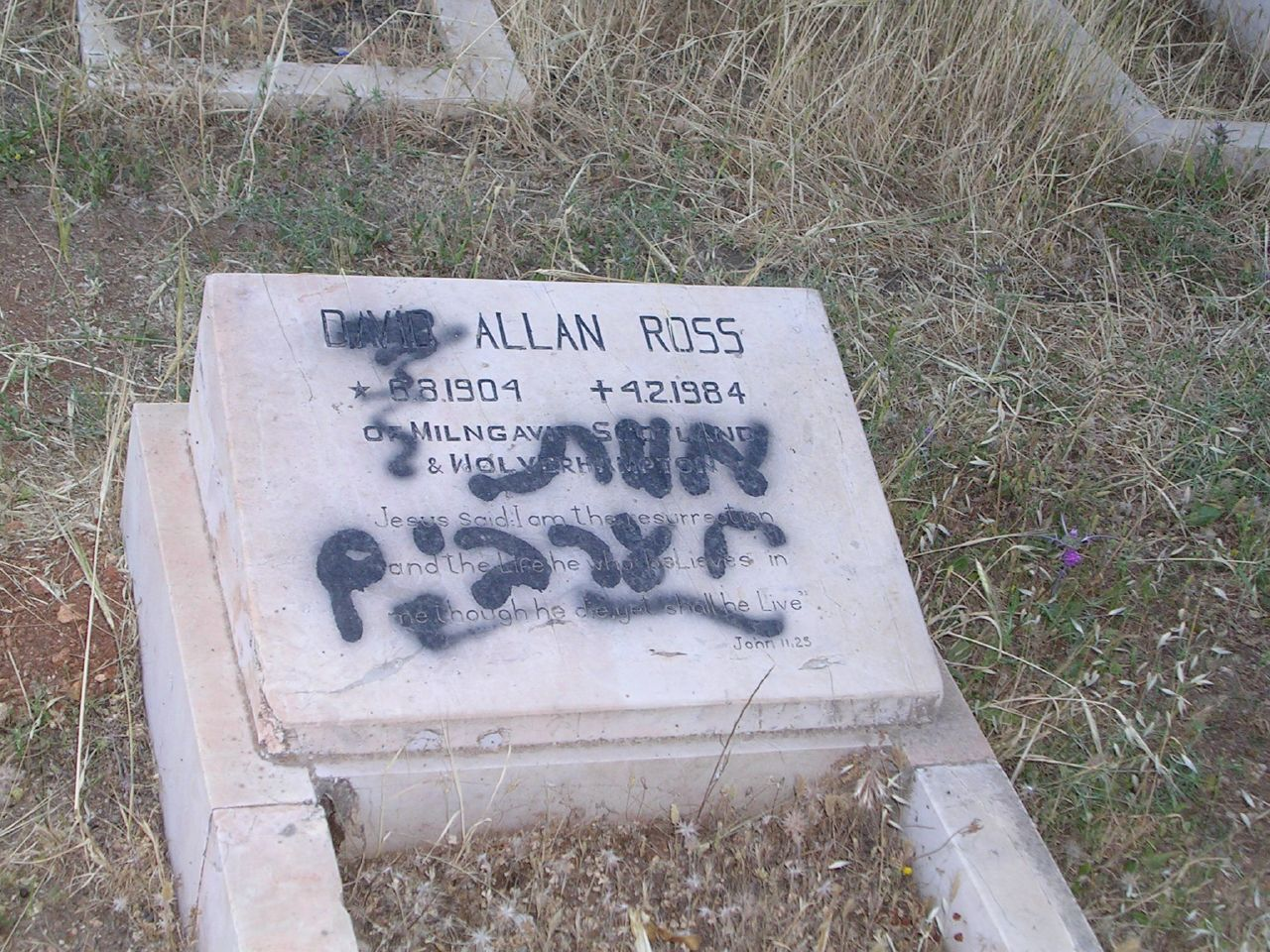
Profanación de una tumba en la ciudad de Belén poco después del final de la Segunda Intifada. En el grafiti se lee "Muerte a los árabes" en hebreo

«Muerte a los árabes» ( en hebreo: מָוֶת לָעֲרָבִים‎ Māwet lā-Arāvīm ) es un eslogan comúnmente utilizado por extremistas judíos en Israel y Cisjordania. Dependiendo del temperamento de la persona, puede ser específicamente una expresión de antipalestinismo o una expresión más amplia de racismo antiárabe, que incluye a los árabes que no son palestinos. Es ampliamente condenado y algunos observadores afirman que manifiesta una intención genocida.  
El lema se invoca a menudo durante los enfrentamientos con los palestinos en Cisjordania, donde es un grito de guerra para ataques de venganza en respuesta a los asesinatos de israelíes a manos de palestinos, aunque también puede usarse contra los árabes israelíes en tiempos de disturbios civiles en Israel. Se canta con frecuencia en marchas en Jerusalén (por ejemplo, durante la Danza de las Banderas ) y en partidos de fútbol, y también ha aparecido en grafitis vandálicos; es un aspecto recurrente de la violencia de los colonos israelíes en Cisjordania.

## Historia
En 1980, se informó que en una de las entradas de la Universidad de Haifa se había escrito «Muerte a los árabes», junto con esvásticas.Al mismo tiempo, el movimiento YESH pedía la expulsión de los estudiantes árabes.
Los seguidores de Meir Kahane celebraron manifestaciones en Jerusalén durante las cuales se gritó "muerte a los árabes". En 1989, el partido político de Kahane Kach fue prohibido debido a su defensa del racismo. Los miembros de la organización ultraderechista israelí Lehava suelen gritar "muerte a los árabes" durante las manifestaciones.Durante los disturbios de octubre de 2000, los judíos israelíes atacaron violentamente a los árabes, gritando «muerte a los árabes» y dos árabes fueron asesinados. En 2009, se informó que miembros del partido Yisrael Beitenu se habían reunido en las carreteras de Galilea durante la conferencia del partido y gritaban "muerte a los árabes" a los coches que pasaban. El 16 de agosto de 2012, un palestino de diecisiete años, Jamal Julani, fue casi asesinado a golpes en la Plaza Sion por adolescentes judíos que gritaban «muerte a los árabes».  Después del asesinato de Fadi Alloun en Jerusalén en 2015, colonos gritaron «muerte a los árabes» frente a su cuerpo. Cuando Elor Azaria fue juzgado por la ejecución extrajudicial de un palestino desarmado que yacía herido en el suelo manifestantes corearon «muerte a los árabes». Una encuesta encontró que el 65 % de los judíos israelíes aprobaban el asesinato.
Desde finales de los años 1990, «muerte a los árabes» ha sido un eslogan comúnmente escuchado en los estadios de fútbol israelíes.Beitar Jerusalén, un club de fútbol conocido por sus aficionados antiárabes, habitualmente hace que sus seguidores griten «muerte a los árabes». 
«Muerte a los árabes» se usa comúnmente en grafiti  y se ha observado después de ataques de la etiqueta de precios. 
Es utilizado por turbas como reacción a asesinatos de israelíes. Los palestinos tienen una frase espejo: Itbah al-Yehud. 
Las marchas ultranacionalistas del Día de Jerusalén conmemoran la ocupación de Jerusalén Este en 1967.  El lema «muerte a los árabes» se escucha durante estas marchas, como las que se llevaron a cabo en 2015,  2021, 2024 y 2025, cuando también se corearan otros lemas racistas como «que arda su aldea».
Durante los Disturbios en Ámsterdam del 7 de noviembre de 2024, los aficionados del equipo israelí Maccabi Tel Aviv fueron filmados arrancando y quemando banderas palestinas, haciendo cánticos racistas, antipalestinos y antiárabes incluyendo «muerte a los árabes», agrediendo a personas y vandalizando propiedades locales.

## Reacciones
El sociólogo israelí Amir Ben-Porat explica el uso de "muerte a los árabes" en el contexto tanto de los cambios en el conflicto palestino-israelí como de la creencia de muchos israelíes de que los ciudadanos árabes de Israel deberían abandonar el país.Afirma que el lema «se origina y obtiene el apoyo de ciertos componentes de la actual cultura política en Israel». La proliferación del uso del lema coincidió con llamamientos de la extrema derecha política para expulsar a los ciudadanos árabes de Israel.  Según el periodista del diario Haaretz, Or Kashti, el creciente uso del eslogan por parte de los jóvenes indica más el éxito que el fracaso del sistema educativo israelí.  Según Ian S. Lustick, la frase y otras similares «imitan eslóganes nazis y el comportamiento alemán en mentes sintonizadas con el Holocausto». 
Nooran Alhamdan del Middle East Institute señala un doble rasero: «Los palestinos se ven constantemente obligados a aclarar lo que quieren decir con Desde el río hasta el mar, e incluso cuando aclaran sus intenciones dan por sentado sus intenciones, mientras que una parte significativa de la sociedad israelí considera que no hay nada de malo en decir muerte a los árabes y nos dicen "en realidad no quieren decir eso"». Nadim Houry, director de la Iniciativa de Reforma Árabe, dice que mientras grupos de israelíes que gritan «muerte a los árabes» son «retratados como un fenómeno marginal en la sociedad israelí. Un palestino o un árabe dice algo odioso, toda la sociedad lo considera violento». Jamaal Bowman, un representante estadounidense de Nueva York, comentó: «Este es un canto genocida. Llamémoslo como es». 